# 丁水德
丁水德（1930年—），浙江海宁人，中國太極拳家，中国武术八段。師從牛春明。

## 生平
出生於浙江海宁的周王庙镇，5歲時隨雙親移居杭州。13歲起開始習武，曾師從冯斌、张桂芳。1950年毕业于杭州师范学校。1956年拜楊氏太極拳傳人牛春明為師，成為牛春明之入室弟子。1981年，丁水德在浙江省首届太极拳、剑比赛上获得一等奖。
從1974年開始教拳，數十年來教過數萬名學生。现為浙江省武术协会顾问、杭州轩德太极拳馆馆长。
丁水德曾在受媒體採訪時點評李小龍「打的咏春拳里面就有太极的招式」；李連杰在電影《太极张三丰》中的武打「有些夸张」。